# Typisch Familie!
Typisch Familie! ist eine französische Tragikomödie von Cédric Klapisch aus dem Jahr 1996.

## Handlung
Wie jeden Freitag will sich die Familie Ménard zum Abendessen im Restaurant treffen: Neben der Mutter sind es Philippe und seine Frau Yolande, Henri und seine Frau Arlette und Betty, die Single ist. Dieses Mal ist alles etwas anders. Yolande feiert ihren 35. Geburtstag, Philippe war am Vormittag für zwei Minuten im Fernsehen zu sehen und hat Werbung für die Firma gemacht, bei der er die Nummer 4 in der Rangfolge ist. Henri, der das kleine Restaurant Au père tranquille leitet, erfährt per Telefon von Arlette, dass sie eine Beziehungspause braucht, eine Woche bei einer Freundin sein wird und auch nicht zum Abendessen kommt. Und Betty, die heimlich eine Beziehung mit Henris Angestelltem Denis hat, beendet die Affäre am frühen Abend. Philippe, Yolande und die Mutter treffen im Père tranquille ein, wo Henri vorgibt, noch auf seine Frau zu warten. So richtet sich die Familie provisorisch im Restaurant ein.
Vorherrschendes Thema ist zunächst Philippes Fernsehauftritt. Er ist zufrieden, doch kritisiert die Familie kleine Dinge, wie ein Stottern, den falschen Schlips und das zu starke Make-up, sodass er unsicher wird. Auch Henri beteiligt sich an der Kritik, da er verheimlichen will, dass er den Auftritt gar nicht gesehen hat. Philippe telefoniert mit der Nummer 5 im Betrieb und der Kollege kritisiert, dass Philippe zu viel gelächelt habe. Philippes Laune verschlechtert sich zunehmend und er entschließt sich, die Nummer 3 der Firma anzurufen, um eine weitere Meinung einzuholen.
Denis hat seine Schicht beendet und isst zu Abend. Auch die anderen bekommen Hunger, während Yolande bereits mehrere Gläser Alkohol getrunken hat. Henri hat wegen Arlette schlechte Laune, die er an Denis auslässt, und bittet die Familie, schon einmal ins reservierte Restaurant vorzugehen. Denis verrät Betty, dass Arlette Henri verlassen hat, und die entscheidet sich, im Père tranquille zu bleiben. Auch der Rest der Familie erfährt nun den Grund für Henris Gemütszustand. Yolande darf entscheiden, wo der Abend verbracht werden soll, und so wird eine Geburtstagstafel im Père tranquille improvisiert. Yolande bekommt ihre Geburtstagsgeschenke: Ihre Schwiegermutter schenkt ihr einen Gutschein für einen Hund, was Yolande sentimental-traurig stimmt, da die gewählte Hunderasse sie depressiv macht. Durch zu viel Alkohol beginnt sie zu weinen, fängt sich jedoch schon bald und tanzt mit Denis, nachdem sie alle anderen Geschenke ausgepackt hat. Aus Prinzip schenkt Betty nie etwas, was für Diskussionen sorgt. Weitere kleine Krisen kommen und gehen und Henri entschließt sich schließlich spontan, Arlette aufzusuchen. Für seine Mutter ist das Selbsterniedrigung, nur war sie einst diejenige, die den Vater der Familie verließ.
Henri steht vergebens unter Arlettes Fenster und ruft sie. Yolande wird nach fünf Gläsern Alkohol immer weinerlich-sentimentaler und gesteht, keinen Hund zu wollen. Eigentlich wollte sie nur mit Patrick in den Urlaub fahren, der sowieso lieber zu ihr sein sollte, vor allem an ihrem Geburtstag. Betty wird von ihrer Mutter zurechtgewiesen, dass sie sich nicht ladylike verhalte, doch eröffnet Betty ihr, dass sie sich mit ihrer unfairen Art, Patrick Henri gegenüber zu bevorzugen, noch nie ladylike verhalten habe. Patrick ruft nach einigem Zögern die Nummer 3 der Firma an, doch geht es am Ende nicht um das Fernsehinterview, sondern um eine Szene im Büro, in der Betty den Kollegen zurechtgewiesen hat. Der wiederum wird Betty deswegen feuern lassen – Patrick ist aufgebracht, da er Betty in die Firma geholt hat und ihr „Fehlverhalten“ auch auf ihn zurückfallen wird. Betty entschließt sich, von nun an auf seine Hilfe zu verzichten und es allein schaffen zu wollen. Als Patrick höhnisch reagiert, verteidigt Denis sie. Beide gehen und küssen sich vor der Restauranttür. Auch Patrick, Yolande und die Mutter brechen auf, wobei die Mutter versucht, Henri beim Abschied mehr Aufmerksamkeit zu widmen. Als alle weg sind, klingelt das Telefon. Arlette, der Henris Aktion vor ihrem Haus imponiert hat, ist am Apparat und es kommt zur Aussprache.

## Produktion
Typisch Familie! war der vierte Langfilm von Regisseur Cédric Klapisch. Er beruht auf dem Theaterstück Un air de famille von Agnès Jaoui und Jean-Pierre Bacri aus dem Jahr 1994. Alle sechs Darsteller des Theaterstücks übernahmen ihre Rollen auch im Film. Klapisch ist im Film in einer Nebenrolle als Vater im Jahr 1967 zu sehen. Zinedine Soualem, der in allen Filmen Klapischs auftritt, hat einen Cameo-Auftritt als Gast im Père tranquille. Der Film wurde vom 14. August bis 29. September 1995 in Paris gedreht. Die Außenaufnahmen des Cafés entstanden am 1 Place de la Grande Ceinture in der Gemeinde Stains im Département Seine-Saint-Denis. Die Kostüme schuf Corinne Jorry, die Filmbauten stammen von François Emmanuelli.
Typisch Familie! erlebte am 17. Mai 1996 im Rahmen der Internationalen Filmfestspiele von Cannes seine Premiere und lief am 6. November 1996 in den französischen Kinos an. Mit 2,5 Millionen Zuschauern wurde er einer der erfolgreichsten Filme Klapischs. In Deutschland wurde der Film ausschließlich in Berlin im Kino gezeigt; Vorstart dort war am 30. Juli 1998. Bayern 3 zeigte Typisch Familie! am 17. Februar 1999 erstmals im deutschen Fernsehen.

## Synchronisation
| Rolle    | Darsteller             | Synchronsprecher     |
| -------- | ---------------------- | -------------------- |
| Betty    | Agnès Jaoui            | Anke Reitzenstein    |
| Denis    | Jean-Pierre Darroussin | Claus Brockmeyer     |
| Yolande  | Catherine Frot         | Alisa Palmer         |
| Mutter   | Claire Maurier         | Doris Gallart        |
| Philippe | Wladimir Yordanoff     | Fritz von Hardenberg |

## Auszeichnungen
Typisch Familie! gewann auf dem Montréal World Film Festival 1996 den Publikumspreis und den Großen Spezialpreis der Jury. Beim César 1997 gewann Typisch Familie! die Preise in den Kategorien Bester Nebendarsteller (Jean-Pierre Darroussin), Beste Nebendarstellerin (Catherine Frot) und Bestes Drehbuch. In den Kategorien Beste Regie, Beste Nebendarstellerin (Agnès Jaoui) und Bester Film war der Film zudem für einen César nominiert. Bei den Prix Lumières erhielt Typisch Familie! den Preis in den Kategorien Beste Regie und Bestes Drehbuch.